# Домбрувка (гміна Славно)
Домбрувка (пол. Dąbrówka) — село в Польщі, у гміні Славно Опочинського повіту Лодзинського воєводства.
Населення — 162 особи (2011).
У 1975-1998 роках село належало до Пйотрковського воєводства.

## Демографія
Демографічна структура станом на 31 березня 2011 року:
|          | Загалом | Допрацездатний вік | Працездатний вік | Постпрацездатний вік |
| -------- | ------- | ------------------ | ---------------- | -------------------- |
| Чоловіки | 84      | 22                 | 56               | 6                    |
| Жінки    | 78      | 19                 | 40               | 19                   |
| Разом    | 162     | 41                 | 96               | 25                   |